# Club Águilas del Sur
El Club Atlético Águilas del Sur (CAAS) es un club de atletismo ubicado en Santa Rosa en Paraguay. El club está afiliado a la Federación Paraguaya de Atletismo. Desde 2015, el entrenador voluntario de nacionalidad japonesa, Jun Mizushima, está trabajando en la ciudad de Santa Rosa, en nombre de la Federación Paraguaya de Atletismo y la Secretaría Nacional de Deportes y quiere fortalecer Paraguay en las disciplinas de lanzamiento de martillo y disco.

## Atletas

### Representantes nacionales
- Armando Jesus Martínez Bogado (100 m, 200 m)[1]

- Gonzalo Jesus Diaz (200 m, 400 m)[1]

- Francisco Soto Allende (1500 m)[1]

- Ivan Daniel Diaz Martínez (Lanzamiento de bala, lanzamiento de jabalina)[1]

- Angel Gabriel Alonzo Riveros (Lanzamiento de jabalina)[1]

- Angel Alfonso Riveros Silva (Lanzamiento de jabalina)[5]